# Unyō
Unyō fue un portaaviones de escolta de la Armada Imperial Japonesa perteneciente a la clase Taiyō que participó en la Segunda Guerra Mundial.

## Construcción y conversión
El Unyo fue construido originalmente como un buque transatlántico para la Nippon Yusen y anteriormente bautizado como Yawata Maru; fue botado en diciembre de 1938 en los astilleros Mitsubishi Nagasaki y comisionado en julio de 1940.

## Segunda Guerra Mundial
El Unyō fue hundido por el submarino estadounidense USS Barb el 17 de septiembre de 1944.